# مجتبی غیاثی
مجتبی غیاثی (متولد ۱۳۶۷) والیبالیست ایرانی است. 
غیاثی در مسابقات والیبال قهرمانی زیر ۱۹ سال پسران جهان در سال ۲۰۰۷ در مکزیک به همراه تیم ملی والیبال نوجوانان ایران به مقام قهرمانی جهان رسید و نخستین مدال طلای ورزش ایران در رشته‌های تیمی در دنیا را کسب کرد. غیاثی از ستارگان تیم ملی نوجوانان ایران در این مسابقات بود و به عنوان امتیازآورترین بازیکن رقابت‌ها انتخاب شد.[

## باشگاهی
غیاثی سابقه حضور در اتکاء قم، پتروشیمی بندر امام، سایپا، جواهری گنبد، سنگ آهن بافق یزد و میزان خراسان را دارد.

## افتخارات
- حضور در تیم ملی نوجوانان در سال ۲۰۰۷ و قهرمانی در جهان و انتخاب به عنوان بهترین بازیکن مسابقات عشق است مجتبی غیاثی